# Communauté de communes de la Lomagne Tarn-et-Garonnaise
La communauté de communes de la Lomagne Tarn-et-Garonnaise est une communauté de communes française, située dans le département de Tarn-et-Garonne et la région Occitanie.

## Historique
Créée le 2 juin 1997. 
Mansonville quitte la communauté de communes de la Lomagne Tarn-et-Garonnaise et rejoint la CC des Deux Rives le 1er janvier 2014.
Elle est membre du Pôle d'équilibre territorial et rural Garonne-Quercy-Gascogne depuis 2017.

## Territoire communautaire

### Géographie
Située au sud-ouest  du département de Tarn-et-Garonne, la communauté de communes de la Lomagne tarn-et-garonnaise regroupe 31 communes et présente une superficie de 378 km2.

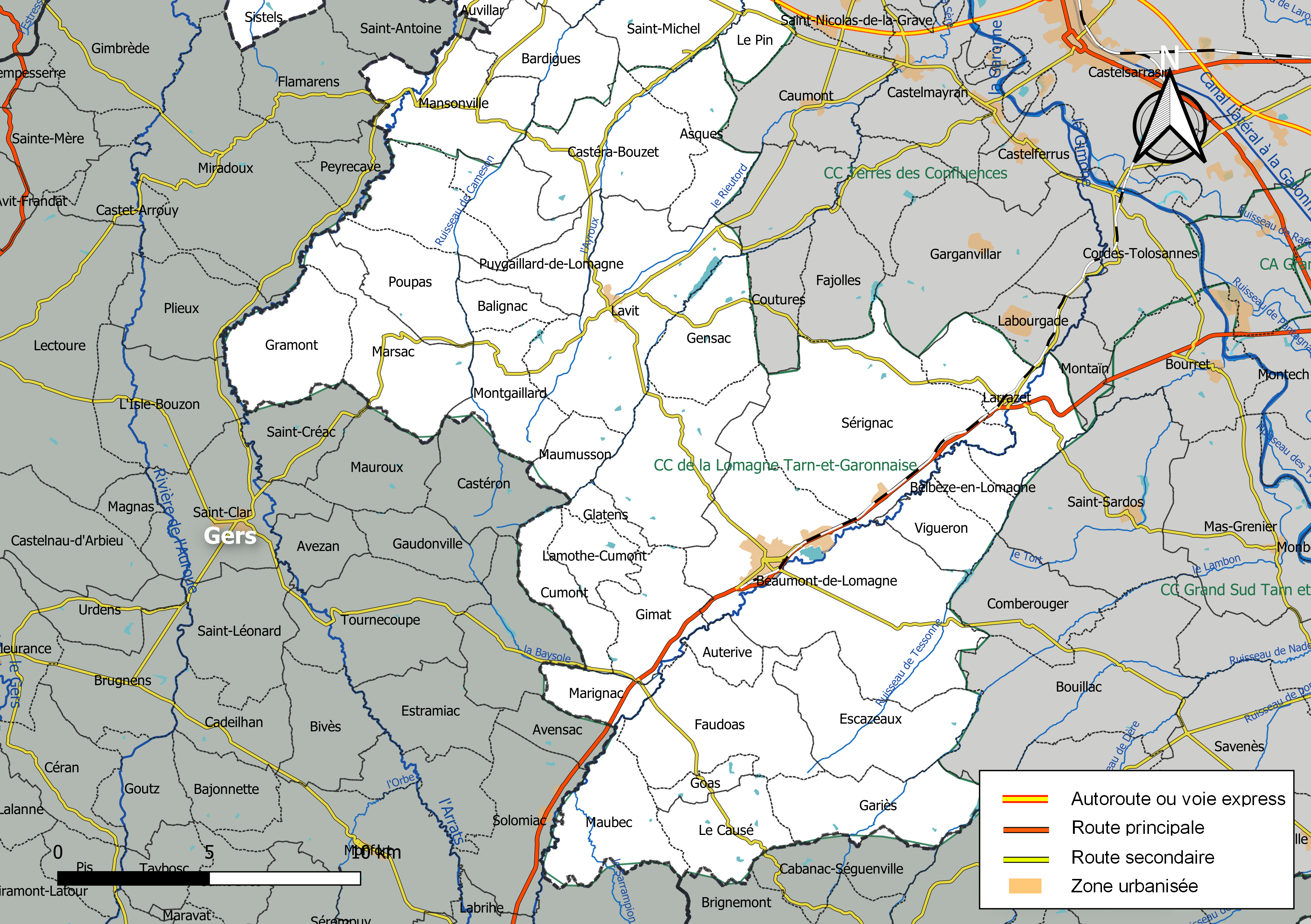
Carte de la communauté de communes de la Lomagne tarn-et-garonnaise au 1er janvier 2019.

### Composition
La communauté de communes est composée des 31 communes suivantes :

| Nom                         | Code Insee | Gentilé         | Superficie (km2) | Population (dernière pop. légale) | Densité (hab./km2) |
| --------------------------- | ---------- | --------------- | ---------------- | --------------------------------- | ------------------ |
| Beaumont-de-Lomagne (siège) | 82013      | Beaumontois     | 46,16            | 3 754 (2022)                      | 81                 |
| Asques                      | 82004      | Asquais         | 10,61            | 132 (2022)                        | 12                 |
| Auterive                    | 82006      | Auterivais      | 3,68             | 65 (2022)                         | 18                 |
| Balignac                    | 82009      | Balignacois     | 4,09             | 40 (2022)                         | 9,8                |
| Belbèze-en-Lomagne          | 82015      | Belbésiens      | 3,65             | 168 (2022)                        | 46                 |
| Castéra-Bouzet              | 82034      | Castouzetois    | 17,75            | 122 (2022)                        | 6,9                |
| Le Causé                    | 82036      | Causéens        | 9,32             | 131 (2022)                        | 14                 |
| Cumont                      | 82047      | Cumontois       | 7,35             | 51 (2022)                         | 6,9                |
| Escazeaux                   | 82053      | Escazeausiens   | 16,05            | 289 (2022)                        | 18                 |
| Esparsac                    | 82055      | Esparsacais     | 17,44            | 254 (2022)                        | 15                 |
| Faudoas                     | 82059      | Faudoasiens     | 18,95            | 292 (2022)                        | 15                 |
| Gariès                      | 82064      | Garites         | 14,15            | 128 (2022)                        | 9                  |
| Gensac                      | 82067      | Gensacois       | 11,59            | 103 (2022)                        | 8,9                |
| Gimat                       | 82068      | Gimatois        | 10,1             | 231 (2022)                        | 23                 |
| Glatens                     | 82070      | Glatenois       | 2,31             | 68 (2022)                         | 29                 |
| Goas                        | 82071      | Goasiens        | 2,69             | 37 (2022)                         | 14                 |
| Gramont                     | 82074      | Gramontois      | 13,58            | 132 (2022)                        | 9,7                |
| Lachapelle                  | 82083      | Lachapellois    | 10,87            | 119 (2022)                        | 11                 |
| Lamothe-Cumont              | 82091      | Lamothois       | 5,35             | 126 (2022)                        | 24                 |
| Larrazet                    | 82093      | Larrazettois    | 14,91            | 686 (2022)                        | 46                 |
| Lavit                       | 82097      | Lavitois        | 26,28            | 1 606 (2022)                      | 61                 |
| Marignac                    | 82103      | Marignacais     | 5,07             | 102 (2022)                        | 20                 |
| Marsac                      | 82104      | Marsacais       | 14,89            | 184 (2022)                        | 12                 |
| Maubec                      | 82106      | Maubecois       | 12,73            | 152 (2022)                        | 12                 |
| Maumusson                   | 82107      | Maumussonois    | 5,04             | 51 (2022)                         | 10                 |
| Montgaillard                | 82129      | Montgaillardais | 9,5              | 143 (2022)                        | 15                 |
| Poupas                      | 82143      | Poupasois       | 10,26            | 88 (2022)                         | 8,6                |
| Puygaillard-de-Lomagne      | 82146      | Puygaillardois  | 7,08             | 55 (2022)                         | 7,8                |
| Saint-Jean-du-Bouzet        | 82163      | Bouzetois       | 7,74             | 53 (2022)                         | 6,8                |
| Sérignac                    | 82180      | Sérignacais     | 32,43            | 521 (2022)                        | 16                 |
| Vigueron                    | 82193      | Vigueronais     | 6,33             | 120 (2022)                        | 19                 |

### Démographie
| 1968  | 1975  | 1982  | 1990  | 1999  | 2010  | 2015  | 2021   |
| ----- | ----- | ----- | ----- | ----- | ----- | ----- | ------ |
| 9 735 | 9 453 | 9 322 | 9 154 | 9 357 | 9 835 | 9 907 | 10 066 |

## Liste des Présidents successifs
| Période                                  | Période  | Identité          | Étiquette | Qualité                          |
| ---------------------------------------- | -------- | ----------------- | --------- | -------------------------------- |
| 1997                                     | 2001     | Henri de Marsac   | PS        | Maire de Marsac                  |
| 2001                                     | 2020     | Francis Garrigues | DVG       | Maire de Lavit                   |
| 2020                                     | En cours | Bernard Salomon   | DVG       | Adjoint au maire de Montgaillard |
| Les données manquantes sont à compléter. |          |                   |           |                                  |

## Compétences
22 compétences exercées